# Thái Nguyên (thành phố)
Thái Nguyên là thành phố tỉnh lỵ cũ của tỉnh Thái Nguyên, nằm bên bờ sông Cầu, là một trong những thành phố lớn ở miền Bắc Việt Nam.
Thành phố Thái Nguyên là trung tâm của vùng trung du và miền núi phía Bắc. Thành phố Thái Nguyên được thành lập vào năm 1962 và là một thành phố công nghiệp, thành phố luyện kim lớn nhất cả nước. Thành phố Thái Nguyên từng là thủ phủ của Khu tự trị Việt Bắc trong suốt thời kỳ tồn tại của khu tự trị này (1956 - 1965). Ngoài ra, thành phố Thái Nguyên được cả nước biết đến là một trung tâm đào tạo nguồn nhân lực rất lớn.
Theo số liệu tổng điều tra dân số năm 2019, thành phố Thái Nguyên đứng thứ 7 trong tổng số 19 đô thị loại I trực thuộc tỉnh về quy mô dân số.

## Lịch sử
Vùng đất thành phố Thái Nguyên (ngày nay) thời các vua Hùng, thuộc bộ Vũ Định (1 trong số 15 bộ của nước Văn Lang). Dưới thời Bắc thuộc (179 TCN - 905), Thái Nguyên có lúc thuộc nước Nam Việt, có lúc thuộc huyện Long Biên, quận Giao Chỉ. Thời nhà Lý (1010 - 1225), địa bàn thành phố (ngày nay) thuộc phủ Phú Lương (sau đổi là châu Thái Nguyên); thời nhà Trần (1225 - 1400), thuộc phủ Thái Nguyên (từ năm 1397, đổi thành trấn Thái Nguyên)… Thời thuộc Minh (1407 - 1427), thuộc châu (sau là phủ) Thái Nguyên. Thời Lê sơ (1428 - 1789), có lúc thuộc thừa tuyên Thái Nguyên, hoặc thừa tuyên Ninh Sóc; có lúc thuộc xứ Thái Nguyên và đến năm 1533, thuộc trấn Thái Nguyên.
Dưới triều Nguyễn (từ năm 1802), địa bàn thành phố Thái Nguyên (ngày nay) vẫn thuộc trấn Thái Nguyên. Năm Gia Long thứ 12 (1813), thành trấn Thái Nguyên được chuyển từ xã Bình Kỳ, tổng Thượng Giã, huyện Thiên Phúc, tỉnh Bắc Ninh về xã Đồng Mỗ, tổng Túc Duyên, huyện Đồng Hỷ, phủ Phú Bình, trấn Thái Nguyên.
Năm 1831, nhà Nguyễn điều chỉnh lại địa giới hành chính, cắt huyện Thiên Phúc (vùng đất huyện Sóc Sơn, thành phố Hà Nội ngày nay) về tỉnh Bắc Ninh, thủ phủ của trấn Thái Nguyên được chuyển từ xã Bình Kỳ, huyện Thiên Phúc về thành Đồng Mỗ, thuộc huyện Đồng Hỷ (nay là một phần vùng đất thuộc các phường Trưng Vương và Túc Duyên, thành phố Thái Nguyên). Tỉnh thành đất bằng phẳng, rộng rãi, đường thủy, đường bộ giao thông đều thuận tiện. Chu vi tỉnh thành dài 345 trượng (khoảng 1145,4 mét), cao 9 thước (khoảng 2,88 mét), mở 4 cửa, hào rộng 3 trượng (khoảng 9,96 mét), sâu 5 thước (khoảng 1,66 mét). Tường thành đắp bằng đất, đến năm Tự Đức thứ 2 (1849) được xây bằng gạch.
Dưới thời Pháp thuộc, sau khi đánh chiếm Thái Nguyên, năm 1884, tướng Briere de L'Isle làm Công sứ Pháp đầu tiên ở tỉnh Thái Nguyên. Năm 1888, Pháp cử tướng Borgnis Desbordes bình định Thái Nguyên. Ngày 9/9/1891, thành lập Tiểu quân khu Thái Nguyên, do thiếu tá Bernard chỉ huy. 
Một số Công sứ Pháp ở Thái Nguyên: Darles (tháng 4/1913 - 09/1917),Desteney (1/1895 - 4/1895, 1/1896 - 7/1898, 8/1899 - 3/1901)
Sau Cách mạng Tháng Tám 1945 thành công, nước Việt Nam Dân chủ Cộng hòa ra đời, thị xã Thái Nguyên là tỉnh lỵ tỉnh Thái Nguyên.
Năm 1956, khu Tự trị Việt Bắc được thành lập, thị xã Thái Nguyên vừa là tỉnh lỵ tỉnh Thái Nguyên, vừa là Thủ phủ của Khu Tự trị Việt Bắc, gồm 3 phường: Hoàng Văn Thụ, Phan Đình Phùng, Trưng Vương.
Năm 1958, cắt một phần đất của các xã Đồng Bẩm, Cao Ngạn, Hóa Thượng thuộc huyện Đồng Hỷ để thành lập thị trấn Núi Voi và tiểu khu Chiến Thắng.
Theo quyết định số 114/CP ngày 19 tháng 10 năm 1962 của Thủ tướng Chính phủ, thị xã Thái Nguyên được nâng cấp thành thành phố Thái Nguyên, thuộc tỉnh Thái Nguyên, với tổng diện tích tự nhiên hơn 100 km² và dân số khoảng 60.000 người; cùng thời điểm này, chuyển 4 xã Cam Giá, Túc Duyên, Quang Vinh, Đồng Bẩm, các xóm Chùa, Quan Triều của xã Lương Sơn, các xóm Hòa Bình, Minh Cầu, Thống Nhất, Cầu Tre, Tiến Thành, Cấp Tiến của xã Đồng Quang, các xóm Thành, Phố, Ôn Lương của xã Tích Lương (thuộc huyện Đồng Hỷ); các xóm Nhân Thịnh, Ngọc Tâm của xã Thượng Đình (sáp nhập vào xã Lương Sơn), các xóm Ngân, Na Hoàng, Tiến Bộ, Phú Thái, Lương Thịnh, Tân Trung của xã Lương Sơn, xóm Hanh của xã Đào Xá (thuộc huyện Phú Bình); xóm Tân Long của xã Sơn Cẩm (thuộc huyện Phú Lương) và thị trấn Trại Cau về thành phố Thái Nguyên quản lý.
Nhằm đáp ứng yêu cầu phát triển kinh tế, xã hội và tăng cường khả năng quốc phòng, theo quyết định ngày 21 tháng 4 năm 1965 của Quốc hội nước Việt Nam Dân chủ Cộng hòa, hai tỉnh Thái Nguyên và Bắc Kạn sáp nhập thành tỉnh Bắc Thái, thành phố Thái Nguyên là tỉnh lỵ tỉnh Bắc Thái, bao gồm 10 phường: Chiến Thắng, Hoàng Văn Thụ, Hương Sơn, Phan Đình Phùng, Phú Xá, Quan Triều, Tân Long, Tân Thành, Trung Thành, Trưng Vương; 2 thị trấn: Núi Voi và Trại Cau và 7 xã: Cam Giá, Đồng Bẩm, Đồng Quang, Gia Sàng, Lương Sơn, Quang Vinh, Túc Duyên.
Ngày 21 tháng 10 năm 1982, chuyển thị trấn Núi Voi thành phường Núi Voi và chuyển thị trấn Trại Cau về huyện Đồng Hỷ quản lý.
Để phù hợp với sự phát triển kinh tế, xã hội của thành phố Thái Nguyên và huyện Đồng Hỷ, ngày 2 tháng 4 năm 1985, Hội đồng Bộ trưởng (nay là Hội đồng Chính phủ) ra quyết định số 102/HĐBT điều chỉnh địa giới huyện Đồng Hỷ sang phía đông bắc sông Cầu; thành phố Thái Nguyên tiếp nhận thêm 7 xã phía tây và tây bắc của huyện Đồng Hỷ: Phúc Hà, Phúc Xuân, Phúc Trìu, Tân Cương, Thịnh Đán, Thịnh Đức và Tích Lương, đồng thời cắt xã Đồng Bẩm và 2 phường Chiến Thắng, Núi Voi về huyện Đồng Hỷ quản lý.
Ngày 8 tháng 4 năm 1985, Hội đồng Bộ trưởng ra Quyết định số 109/HĐBT, thành lập phường Tân Thịnh (tách ra từ xã Thịnh Đán), và chuyển 3 xã Đồng Quang, Cam Giá, Gia Sàng thành 3 phường có tên tương ứng.
Theo Quyết định số 25/HĐBT ngày 13 tháng 2 năm 1987 của Hội đồng Bộ trưởng, chuyển 2 xã Túc Duyên, Quang Vinh thành 2 phường có tên tương ứng; phường Tân Thịnh được chia thành 2 phường Tân Thịnh và Tân Lập.
Thực hiện Nghị định số 64/CP ngày 11 tháng 7 năm 1994 của Chính phủ, phường Đồng Quang tách thành 2 phường: Đồng Quang và Quang Trung.
Theo Quyết định ngày 6 tháng 11 năm 1996 của Quốc hội khóa IX, tỉnh Bắc Thái được tách thành 2 tỉnh Thái Nguyên và Bắc Kạn, thành phố Thái Nguyên là tỉnh lỵ tỉnh Thái Nguyên, gồm 17 phường: Cam Giá, Đồng Quang, Gia Sàng, Hoàng Văn Thụ, Hương Sơn, Phan Đình Phùng, Phú Xá, Quan Triều, Quang Trung, Quang Vinh, Tân Lập, Tân Long, Tân Thành, Tân Thịnh, Trung Thành, Trưng Vương, Túc Duyên và 8 xã: Lương Sơn, Phúc Hà, Phúc Trìu, Phúc Xuân, Tân Cương, Thịnh Đán, Thịnh Đức, Tích Lương.
Ngày 14 tháng 10 năm 2002, Thủ tướng Chính phủ đã có quyết định số 135/2002/QĐ-TTG công nhận thành phố Thái Nguyên là đô thị loại II.
Theo Quyết định số 14/2004/NĐ-CP, ngày 1 tháng 9 năm 2004 của Chính phủ, thành lập phường Thịnh Đán trên cơ sở điều chỉnh một phần diện tích và dân số của phường Tân Thịnh; đổi tên xã Thịnh Đán thành xã Quyết Thắng.
Ngày 31 tháng 7 năm 2008, Chính phủ đã có Nghị định số 84/2008-CP về điều chỉnh địa giới huyện Đồng Hỷ để mở rộng thành phố Thái Nguyên, bàn giao hai xã Cao Ngạn và Đồng Bẩm về thành phố Thái Nguyên.
Ngày 1 tháng 9 năm 2010, Thủ tướng Chính phủ đã có quyết định số 1615/QĐ-TTG công nhận thành phố Thái Nguyên là đô thị loại I trực thuộc tỉnh Thái Nguyên.
Ngày 13 tháng 1 năm 2011, Chính phủ đã có nghị quyết số 05/NQ-CP về giải thể, điều chỉnh địa giới để thành lập các phường, thị trấn trên địa bàn tỉnh Thái Nguyên; theo đó, chuyển xã Tích Lương thành phường Tích Lương thuộc thành phố Thái Nguyên.
Ngày 15 tháng 5 năm 2015, Ủy ban Thường vụ Quốc hội ban hành Nghị quyết số 932/NQ-UBTVQH13. Theo đó, chuyển xã Lương Sơn thuộc thành phố Thái Nguyên về thị xã Sông Công quản lý (nay là phường Lương Sơn thuộc thành phố Sông Công).
Thành phố Thái Nguyên còn lại 17.069,76 ha diện tích tự nhiên và 306.842 người với 27 đơn vị hành chính trực thuộc, bao gồm 19 phường và 8 xã.
Ngày 18 tháng 8 năm 2017, chuyển xã Sơn Cẩm của huyện Phú Lương, 2 xã Linh Sơn, Huống Thượng, thị trấn Chùa Hang của huyện Đồng Hỷ và xã Đồng Liên của huyện Phú Bình với tổng cộng 52,4 km² diện tích tự nhiên và 45.341 người về thành phố Thái Nguyên quản lý. Đồng thời chuyển xã Đồng Bẩm thành phường Đồng Bẩm, chuyển thị trấn Chùa Hang thành phường Chùa Hang.
Sau khi điều chỉnh địa giới và thành lập các phường, thành phố Thái Nguyên có 222,93 km² diện tích tự nhiên, dân số 362.921 người; có 32 đơn vị hành chính cấp xã trực thuộc, bao gồm 21 phường và 11 xã.

## Địa lý

### Vị trí
Thành phố Thái Nguyên là đô thị loại I trực thuộc tỉnh Thái Nguyên, là trung tâm chính trị, kinh tế, văn hóa, giáo dục, khoa học - kỹ thuật, y tế, du lịch, dịch vụ của tỉnh Thái Nguyên và vùng trung du miền núi phía Bắc; trung tâm vùng trung du, miền núi Bắc Bộ, cách trung tâm thủ đô Hà Nội 80 km, có vị trí địa lý:
- Phía đông giáp huyện Đồng Hỷ và huyện Phú Bình
- Phía tây giáp huyện Đại Từ
- Phía nam giáp thành phố Sông Công và thành phố  Phổ Yên
- Phía bắc giáp huyện Phú Lương.

Thành phố Thái Nguyên có diện tích 222,93 km², dân số năm 2017 là 362.921 người, mật độ dân số đạt 1.628 người/km².

### Khí hậu
Thành phố Thái Nguyên mang những nét chung của khí hậu vùng đông bắc Việt Nam, thuộc miền khí hậu cận nhiệt đới ẩm, có mùa đông lạnh giá, ít mưa, mùa hè nóng ẩm mưa nhiều. Khí hậu của thành phố Thái Nguyên chia làm 4 mùa: xuân, hạ, thu, đông và nằm trong vùng ấm của tỉnh, có lượng mưa trung bình khá lớn.
| Dữ liệu khí hậu của Thái Nguyên                              | Dữ liệu khí hậu của Thái Nguyên | Dữ liệu khí hậu của Thái Nguyên | Dữ liệu khí hậu của Thái Nguyên | Dữ liệu khí hậu của Thái Nguyên | Dữ liệu khí hậu của Thái Nguyên | Dữ liệu khí hậu của Thái Nguyên | Dữ liệu khí hậu của Thái Nguyên | Dữ liệu khí hậu của Thái Nguyên | Dữ liệu khí hậu của Thái Nguyên | Dữ liệu khí hậu của Thái Nguyên | Dữ liệu khí hậu của Thái Nguyên | Dữ liệu khí hậu của Thái Nguyên | Dữ liệu khí hậu của Thái Nguyên |
| Tháng                                                        | 1                               | 2                               | 3                               | 4                               | 5                               | 6                               | 7                               | 8                               | 9                               | 10                              | 11                              | 12                              | Năm                             |
| ------------------------------------------------------------ | ------------------------------- | ------------------------------- | ------------------------------- | ------------------------------- | ------------------------------- | ------------------------------- | ------------------------------- | ------------------------------- | ------------------------------- | ------------------------------- | ------------------------------- | ------------------------------- | ------------------------------- |
| Cao kỉ lục °C (°F)                                           | 31.1 (88.0)                     | 40.7 (105.3)                    | 35.7 (96.3)                     | 37.7 (99.9)                     | 39.4 (102.9)                    | 40.8 (105.4)                    | 38.8 (101.8)                    | 38.5 (101.3)                    | 37.4 (99.3)                     | 34.9 (94.8)                     | 34.9 (94.8)                     | 30.6 (87.1)                     | 40.8 (105.4)                    |
| Trung bình ngày tối đa °C (°F)                               | 19.7 (67.5)                     | 20.2 (68.4)                     | 22.8 (73.0)                     | 27.0 (80.6)                     | 31.3 (88.3)                     | 32.6 (90.7)                     | 32.8 (91.0)                     | 32.4 (90.3)                     | 31.7 (89.1)                     | 29.1 (84.4)                     | 25.6 (78.1)                     | 22.2 (72.0)                     | 27.3 (81.1)                     |
| Trung bình ngày °C (°F)                                      | 16.0 (60.8)                     | 17.0 (62.6)                     | 19.8 (67.6)                     | 23.6 (74.5)                     | 27.1 (80.8)                     | 28.4 (83.1)                     | 28.6 (83.5)                     | 28.1 (82.6)                     | 27.1 (80.8)                     | 24.5 (76.1)                     | 20.9 (69.6)                     | 17.6 (63.7)                     | 23.2 (73.8)                     |
| Tối thiểu trung bình ngày °C (°F)                            | 13.6 (56.5)                     | 14.9 (58.8)                     | 17.8 (64.0)                     | 21.3 (70.3)                     | 24.0 (75.2)                     | 25.4 (77.7)                     | 25.5 (77.9)                     | 25.2 (77.4)                     | 24.1 (75.4)                     | 21.3 (70.3)                     | 17.6 (63.7)                     | 14.6 (58.3)                     | 20.4 (68.7)                     |
| Thấp kỉ lục °C (°F)                                          | 3.0 (37.4)                      | 1.3 (34.3)                      | 6.1 (43.0)                      | 12.6 (54.7)                     | 16.4 (61.5)                     | 19.7 (67.5)                     | 20.5 (68.9)                     | 21.7 (71.1)                     | 16.3 (61.3)                     | 10.2 (50.4)                     | 7.2 (45.0)                      | 3.2 (37.8)                      | 1.3 (34.3)                      |
| Lượng Giáng thủy trung bình mm (inches)                      | 25 (1.0)                        | 35 (1.4)                        | 62 (2.4)                        | 121 (4.8)                       | 232 (9.1)                       | 338 (13.3)                      | 410 (16.1)                      | 347 (13.7)                      | 237 (9.3)                       | 146 (5.7)                       | 49 (1.9)                        | 24 (0.9)                        | 2.025 (79.7)                    |
| Số ngày giáng thủy trung bình                                | 10.4                            | 12.4                            | 17.8                            | 17.5                            | 15.3                            | 17.0                            | 17.7                            | 18.1                            | 13.5                            | 10.7                            | 7.3                             | 5.7                             | 163.5                           |
| Độ ẩm tương đối trung bình (%)                               | 79.7                            | 81.3                            | 85.1                            | 85.8                            | 82.0                            | 82.8                            | 83.6                            | 85.1                            | 82.5                            | 80.1                            | 77.7                            | 76.9                            | 81.9                            |
| Số giờ nắng trung bình tháng                                 | 69                              | 46                              | 46                              | 80                              | 170                             | 164                             | 189                             | 184                             | 192                             | 174                             | 147                             | 125                             | 1.585                           |
| Nguồn: Vietnam Institute for Building Science and Technology |                                 |                                 |                                 |                                 |                                 |                                 |                                 |                                 |                                 |                                 |                                 |                                 |                                 |

### Tài nguyên thiên nhiên
Thành phố Thái Nguyên có nguồn tài nguyên thiên nhiên đa dạng và phong phú.
- Tài nguyên đất: so với diện tích đất tự nhiên thì tổng diện tích đất phù sa không được bồi hàng năm với độ trung tính ít chua là 3.125,35ha, chiếm 17,65% so với tổng diện tích tự nhiên; đất phù sa không được bồi hàng năm, chua, glây yếu có 100,19ha, chiếm 0,75% tổng diện tích đất tự nhiên được phân bổ chủ yếu ở phường Phú Xá; đất phù sa ít được bồi hàng năm trung tính ít chua có 379,84ha, chiếm 2,35% tổng diện tích đất tự nhiên; đất (Pcb1) bạc màu phát triển trên phù sa cũ có sản lượng feralit trên nền cơ giới nhẹ có 271,3ha, chiếm 1,53%; đất (Pcb2) bạc màu phát triển trên phù sa cũ có sản lượng feralit trên nền cơ giới nặng có 545,6ha, chiếm 3,08%...
- Tài nguyên rừng: rừng ở Thái Nguyên chủ yếu là rừng nhân tạo và rừng trồng theo chương trình 327, rừng trồng theo chương trình PAM, vùng chè Tân Cương cùng với các loại cây trồng của nhân dân như cây nhãn, vải, quýt, chanh... Cây lương thực chủ yếu là cây lúa nước, ngô, đậu... thích hợp và phát triển ở những vùng đất bằng trên các loại đất phù sa, đất mới phát triển, đất glây trung tính ít chua.
- Tài nguyên khoáng sản: 2 tuyến sông lớn chảy qua (sông Cầu và sông Công), do đó cung cấp cho thành phố một lượng cát, sỏi phục vụ xây dựng khá lớn, đủ đáp ứng nhu cầu xây dựng cho toàn thành phố. Thành phố nằm trong vùng sinh khoáng đông bắc Việt Nam, thuộc vành đai sinh khoáng Thái Bình Dương. Mỏ than nội địa Khánh Hoà thuộc xã Phúc Hà có trữ lượng than rất lớn.
- Nguồn nước: hai bên bờ sông của khu vực Đồng Bẩm, Túc Duyên có lượng nước ngầm phong phú.

## Hành chính
Thành phố Thái Nguyên có 32 đơn vị hành chính cấp xã trực thuộc, bao gồm 21 phường: Cam Giá, Chùa Hang, Đồng Bẩm, Đồng Quang, Gia Sàng, Hoàng Văn Thụ, Hương Sơn, Phan Đình Phùng, Phú Xá, Quan Triều, Quang Trung, Quang Vinh, Tân Lập, Tân Long, Tân Thành, Tân Thịnh, Thịnh Đán, Tích Lương, Trung Thành, Trưng Vương, Túc Duyên và 11 xã: Cao Ngạn, Đồng Liên, Huống Thượng, Linh Sơn, Phúc Hà, Phúc Trìu, Phúc Xuân, Quyết Thắng, Sơn Cẩm, Tân Cương, Thịnh Đức.

## Kinh tế - xã hội

### Kinh tế

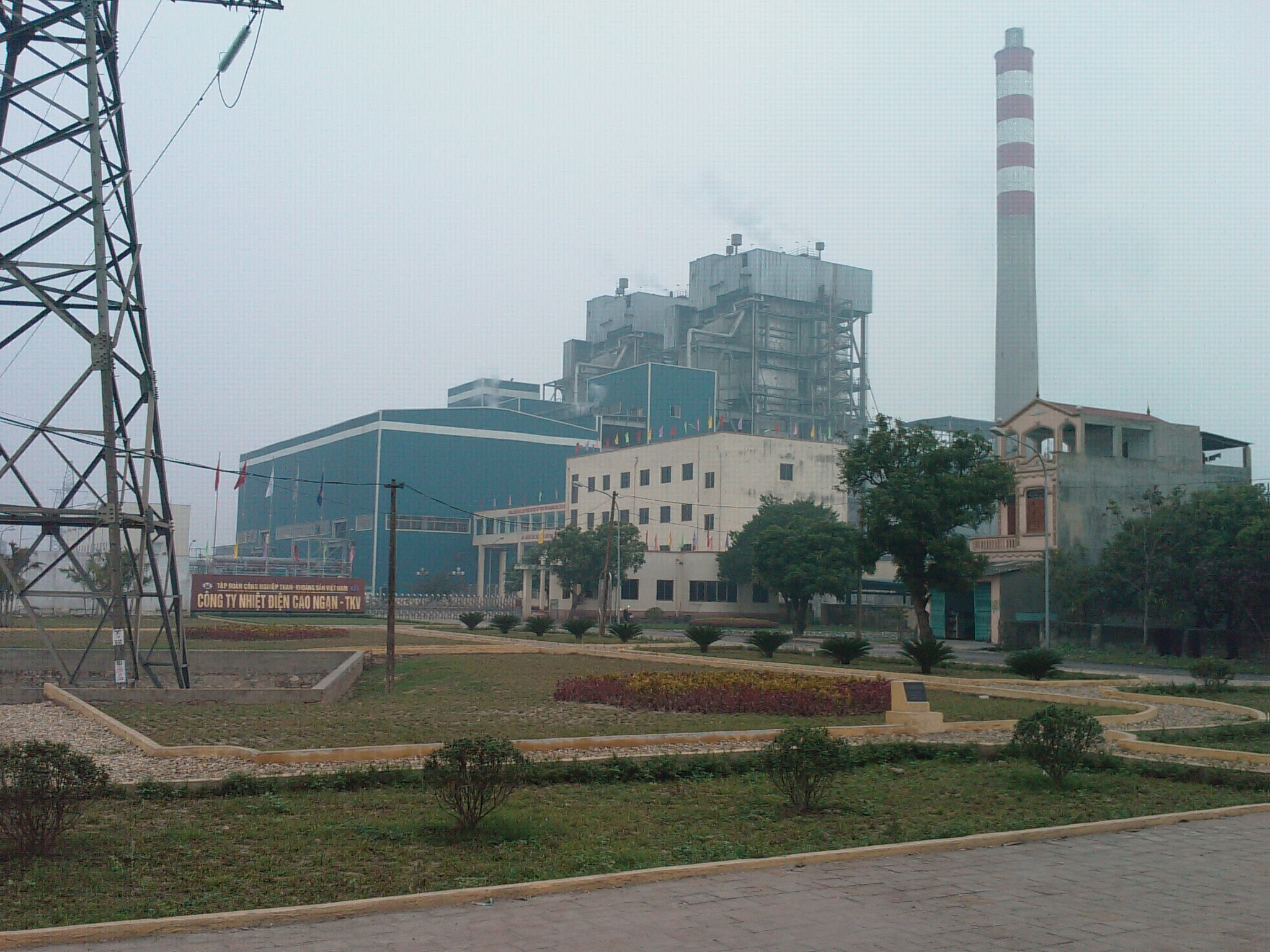
Nhà máy nhiệt điện Cao Ngạn

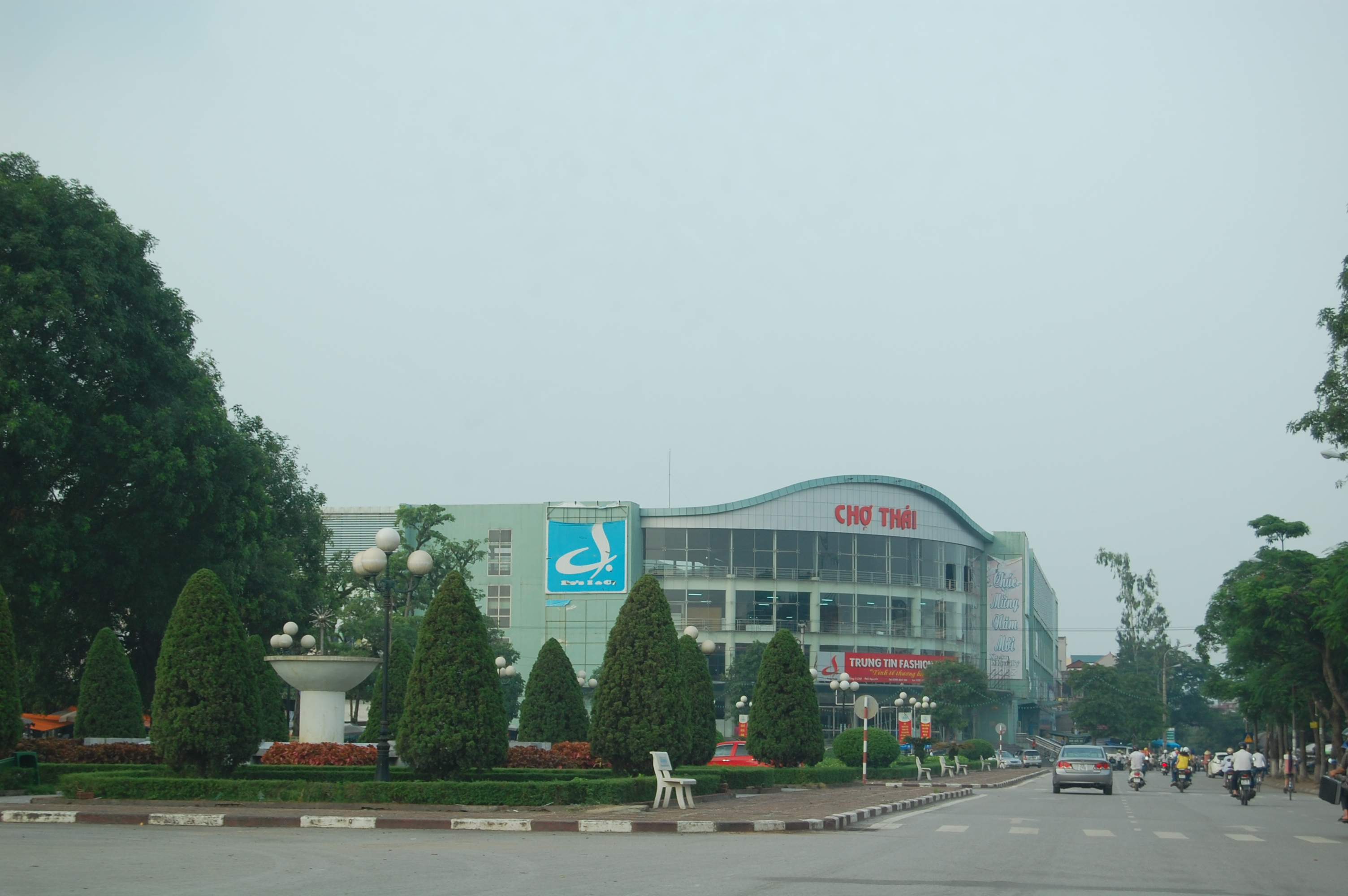
Chợ Thái

Năm 2016, thành phố Thái Nguyên đạt các chỉ tiêu kinh tế như sau: Tốc độ tăng trưởng của các ngành sản xuất năm 2016 đạt 15,5%. Trong đó:
- Giá trị sản xuất ngành dịch vụ đạt 15.130 tỷ đồng, tăng 18,1%.
- Giá trị sản xuất ngành công nghiệp - xây dựng đạt 38.903 tỷ đồng, tăng 15%.
- Giá trị sản xuất ngành nông nghiệp đạt 1.202 tỷ đồng, tăng 5%.
- Giá trị sản xuất công nghiệp địa phương (theo giá so sánh 2010) năm 2016 ước đạt 6.300 tỷ đồng, vượt 1,6% so với kế hoạch.
- Thu ngân sách: năm 2017 đạt 2.500 tỷ đồng
Năm 2018, thành phố đạt tốc độ tăng trưởng kinh tế 16%. Thu ngân sách 8 tháng đầu năm 2018 đạt 3.008 tỷ đồng. Tổng số vốn đầu tư đăng ký trên 34 nghìn tỷ đồng
Năm 2021, thu ngân sách nhà nước của thành phố Thái Nguyên đạt 2.700 tỷ đồng.
Thành phố Thái Nguyên nằm trong vùng phát triển kinh tế năng động của tỉnh Thái Nguyên (bao gồm 2 thành phố Sông Công và Phổ Yên), là trung tâm công nghiệp lâu đời với trung tâm công nghiệp Gang Thép. Ngoài ra thành phố còn có tiềm năng lớn để phát triển du lịch, với Hồ Núi Cốc, các di tích lịch sử, cách mạng. Thành phố Thái Nguyên có đội ngũ cán bộ, công nhân có kinh nghiệm, năng lực, trình độ cao và đội ngũ sinh viên tốt nghiệp hàng năm từ các trường Đại học, chuyên nghiệp và công nhân kỹ thuật trên địa bàn, đáp ứng yêu cầu phát triển của thành phố.
Thành phố đã và đang có những chế độ ưu đãi đối với các doanh nghiệp trong và ngoài nước đầu tư vào thành phố. Nhằm cải thiện môi trường đầu tư, UBND thành phố đã tích cực cải tiến các thủ tục hành chính, tạo điều kiện thuận lợi nhất cho các nhà đầu tư tham gia đầu tư tại thành phố theo nguyên tắc "1 cửa", giảm thiểu thời gian khi nhà đầu tư làm thủ tục hành chính để tiến hành đầu tư hoặc kinh doanh tại thành phố.

### Y tế
Thành phố là trung tâm y tế của vùng trung du miền núi Bắc Bộ với nhiều bệnh viện lớn có trình độ chuyên môn cao như:
Bệnh viện công lập
- Bệnh viện Đa khoa Trung ương Thái Nguyên (1.300 giường) - Là bệnh viện tuyến Trung ương[22]
- Bệnh viện A (850 giường) - Là bệnh viện đa khoa tuyến tỉnh
- Bệnh viện Gang Thép (500 giường) - Là bệnh viện đa khoa tuyến tỉnh
- Bệnh viện Chỉnh hình & Phục hồi chức năng
- Bệnh viện Mắt
- Bệnh viện Trường Đại học Y khoa - Trực thuộc Đại học Thái Nguyên
- Bệnh viện Y học cổ truyền Thái Nguyên
- Bệnh viện Tâm thần
- Bệnh viện Điều dưỡng và phục hồi chức năng
- Bệnh viện Chấn thương chỉnh hình
- Bệnh viện Lao và Phổi Thái Nguyên

Bệnh viện tư nhân
- Bệnh viện Đa khoa Quốc tế Thái Nguyên (300 giường)
- Bệnh viện Đa khoa Trung tâm
- Bệnh viện Đa khoa Việt Bắc I
- Bệnh viện Đa khoa An Phú

### Các trung tâm y tế trên địa bàn thành phố
- Trung tâm kiểm soát bệnh tật
- Trung tâm Y tế Thành phố Thái Nguyên
- Trung tâm Y tế Huyện Đồng Hỷ (nằm tại phường Chùa Hang)

### Giáo dục
Danh sách các trường đại học và khoa trực thuộc Đại học Thái Nguyên:
- Trường Đại học Sư phạm Thái Nguyên
- Trường Đại học Kinh tế và Quản trị Kinh doanh
- Trường Đại học Khoa học
- Trường Đại học Kỹ thuật Công nghiệp
- Trường Đại học Y - Dược Thái Nguyên
- Trường Đại học Nông Lâm Thái Nguyên
- Trường Đại học Công nghệ Thông tin và Truyền thông
- Trường Ngoại ngữ - Đại học Thái Nguyên
- Khoa Quốc tế - Đại học Thái Nguyên
- Trường Cao đẳng kinh tế kĩ thuật - Đại học Thái Nguyên

Các trung tâm và viện nghiên cứu trực thuộc Đại học Thái Nguyên:
- Trung tâm Học liệu
- Nhà xuất bản
- Trung tâm Hợp tác Quốc tế
- Bệnh viện thực hành
- Viện Khoa học Sự sống
- Trung tâm Giáo dục quốc phòng
- Viện Nghiên cứu KT & XHNV Miền núi
- Trung tâm Nghiên cứu & CGCN vùng Đông Bắc
- Viện Nghiên cứu phát triển CNC về KTCN

Các Viện nghiên cứu khoa học trực thuộc Đại học Thái Nguyên phục vụ cho công tác nghiên cứu và giảng dạy.
Ngoài các trường thuộc Đại học Thái Nguyên, thành phố Thái Nguyên còn có nhiều trường Đại học, Cao đẳng thuộc các bộ, ngành khác như:
- Đại học Công nghệ giao thông vận tải - Bộ giao thông vận tải
- Đại học Việt Bắc - ĐH tư thục thuộc Bộ giáo dục
- Văn phòng Đại diện Đại học FPT tại Thái Nguyên
- Cao đẳng Cơ khí luyện kim - Bộ Công thương
- Cao đẳng công nghiệp Thái Nguyên - Bộ Công thương
- Cao đẳng thương mại và du lịch - Bộ Công thương
- Cao đẳng Kinh tế tài chính - UBND tỉnh Thái Nguyên
- Cao đẳng Công nghệ và Kinh tế Công nghiệp - Bộ Công thương
- Cao đẳng Y tế - Bộ Y tế
- Cao đẳng Sư phạm - Bộ Giáo dục
- Cao đẳng Văn hóa nghệ thuật Việt Bắc - Bộ Văn hóa Thể thao và Du lịch
- Cao đẳng Nghề số 1 - Bộ Quốc phòng
- Cao đẳng nghề cơ điện luyện kim - Tổng công ty thép Việt Nam
- Cao đẳng Nghề công nghiệp Việt Bắc - Tập đoàn than - khoáng sản Việt Nam
- Trường Cao đẳng kỹ thuật Việt - Đức - Bộ công thương

Và các trường trung học chuyên nghiệp:
- Trung cấp luật - Bộ tư pháp
- Trung cấp nghề Thái Nguyên
- Trung cấp nghề CIENCO8
- Trung cấp nghề Nam Thái Nguyên
- Trung cấp nghề Tiến Bộ
- Trường chính trị Đảng tỉnh - UBND Tỉnh
- Trung tâm giáo dục thường xuyên - UBND Tỉnh
- Trường trung cấp an ninh III - Bộ công An

Các trường trung học phổ thông 
Thành phố Thái Nguyên là đơn vị hành chính đông dân nhất của tỉnh Thái Nguyên, cho nên số lượng các trường trung học phổ thông cũng đặc biệt nhiều hơn so với các thành phố, thị xã, các huyện khác với 11 trường THPT công lập, 3 trường THPT dân lập và tư thục, cùng 2 trường phổ thông thuộc khối công an, quân đội. Từ ngày 18/8/2017, theo nghị quyết của Thường vụ Quốc hội, xã Sơn Cẩm (huyện Phú Lương), thị trấn Chùa Hang (huyện Đồng Hỷ), cùng 3 xã khác được sáp nhập về thành phố. Theo đó, 2 trường THPT Khánh Hòa (nằm trên địa bàn xã Sơn Cẩm) và THPT Đồng Hỷ (nằm trên địa bàn thị trấn Chùa Hang) cũng thuộc địa bàn thành phố Thái Nguyên.
| Trung học phổ thông (công lập)               | Trung học phổ thông (tư thục, dân lập) |
| Trường THPT Chuyên Thái Nguyên               | Trường THPT Tư Thục Đào Duy Từ         |
| Trường THPT Lương Ngọc Quyến                 |                                        |
| Trường THPT Chu Văn An                       |                                        |
| Trường THPT Dương Tự Minh                    |                                        |
| Trường THPT Thái Nguyên                      |                                        |
| Trường THPT Ngô Quyền                        |                                        |
| Trường THPT Khánh Hòa                        |                                        |
| Trường THPT Gang Thép                        |                                        |
| Trường THPT Đồng Hỷ                          |                                        |
| Trường PT Vùng cao Việt Bắc                  |                                        |
| Trường Phổ Thông Dân tộc Nội trú Thái Nguyên |                                        |
| -------------------------------------------- | -------------------------------------- |

Ngoài ra còn có các trường phổ thông thuộc khối công an, quân đội:
- Trường Thiếu Sinh Quân
- Trường Văn hóa I - Bộ Công an
- Trường Cao đẳng nghề số 1 - Bộ Quốc phòng

Khối trường tư thục:
- Trường liên cấp IRIS (bao gồm Trường Mầm non, Tiểu học, Trung học Cơ sở và Trung học Phổ thông).
- Trường mầm non Sunrise Kids phát triển bởi Công Ty Cổ Phần Thương Mại Và Xây Dựng Quỳnh Minh.

Ngành giáo dục của thành phố cũng đạt được nhiều thành tựu lớn với 4 trường cấp bậc Trung học cơ sở được đón cờ thi đua của Chính phủ và 100% các trường THCS đều đạt Chuẩn Quốc gia, nhiều trường Trung học phổ thông đạt được những thành tích cao như THPT Chuyên Thái Nguyên, THPT Lương Ngọc Quyến, THPT Chu Văn An, Trường THPT Tư Thục Đào Duy Từ,...

### Vẻ đẹp tự nhiên
Khác với Hà Nội, Thành phố Hồ Chí Minh, Hải Phòng, Nam Định hay các thành phố khác thuộc vùng đồng bằng, thành phố Thái Nguyên là một thành phố thuộc vùng trung du miền núi phía Bắc với những quả đồi thấp, và dòng sông Cầu, sông Công chảy qua. Nhiều công trình mang tính lịch sử có những đặc trưng riêng như: Bảo tàng văn hóa các dân tộc Việt Nam, Đài tưởng niệm các anh hùng liệt sĩ, Ngân hàng Nhà nước Thái Nguyên,.. Cùng với đó là các công trình mới liên tục được xây dựng như: Nhà hát ca múa nhạc dân gian Việt Bắc, tháp tài chính FCC, tòa nhà Kim Thái, trung tâm thương mại Vincom, các khu chung cư cao tầng TBCO, TECCO,.. Tất cả đã tạo nên một thành phố Thái Nguyên với một bộ mặt mới ngày càng hiện đại hơn. Trong tương lai, thành phố Thái Nguyên sẽ tiếp tục phát triển đô thị khang trang hơn với các dự án và công trình đã và đang triển khai như: Dự án đô thị hai bên bờ sông Cầu kết hợp chỉnh lũ sông Cầu, khu đô thị Picenza 1 và 2, khu nhà ở HUDS Đồng Bẩm,... Các công trình này hứa hẹn sẽ tạo điểm nhấn mới cho sự phát triển năng động của thành phố Thái Nguyên trong tương lai.

### Hệ thống kết cấu hạ tầng

#### Hệ thống điện
Nguồn cung cấp điện cho thành phố Thái Nguyên hiện nay là nguồn điện lưới quốc gia với hệ thống đường dây cao thế 110kV và 220kV thông qua đường hạ thế xuống 35kV - 12kV - 6kV/380V/220V; 100% các đường phố chính có đèn chiếu sáng ban đêm.

#### Hệ thống nước sinh hoạt
Thành phố hiện có hai nhà máy nước là nhà máy nước Thái Nguyên và nhà máy nước Tích Lương với tổng công suất là 40.000m3/ng.đêm. Đảm bảo cung cấp nước sạch phục vụ cho sinh hoạt ở mức 100lit/người/ngày. Đến nay, 93% số hộ khu vực nội thành được cấp nước sinh hoạt.

#### Hệ thống thông tin liên lạc và truyền thông
Thành phố có 1 tổng đài điện tử và nhiều tổng đài khu vực. Mạng lưới viễn thông di động đã và đang được đầu tư đồng bộ hoàn chỉnh, trên địa bàn thành phố đã được phủ sóng và khai thác dịch vụ thông tin di động bởi 6 mạng di động: Vinaphone, Mobifone, Viettel, Gmobile, Vietnamobile và Sfone.
Báo chí:
- Báo Thái Nguyên
- Báo Văn Nghệ Thái Nguyên
- Văn phòng đại diện Báo Nông nghiệp Việt Nam
- Văn phòng đại diện Báo Nhân dân
- Văn phòng đại diện Báo Cựu chiến binh
- Văn phòng đại diện Báo Sài Gòn Giải phóng
- Văn phòng đại diện Báo Đầu tư
- Văn phòng đại diện Báo Lao động
- Phân xã Thông tấn xã Việt Nam tại Thái Nguyên

Phát thanh:
- Đài truyền thanh truyền hình Thành phố Thái Nguyên: tần số 99 MHz

Đây cũng là cơ quan ngôn luận của thành phố, với hệ thống loa công cộng phủ sóng rộng khắp, cùng sóng không dây FM. Đài cũng đã đưa vào vận hành trang thông tin điện tử daithainguyen.vn và chương trình truyền hình TPTN trên sóng TN1 - Đài PTTH tỉnh Thái Nguyên.
- Đài Phát thanh - Truyền hình Thái Nguyên: tần số 106.5 MHz

Đây là kênh thông tin của Đài PTTH tỉnh Thái Nguyên, với thời lượng 16 tiếng/ngày qua sóng FM. Cung cấp các thông tin thời sự trong tỉnh, trong và ngoài nước, cùng nhiều lĩnh vực khác.
- Ngoài ra cũng có thể nghe được một số kênh phát thanh của Đài tiếng nói Việt Nam

Truyền hình:
- Đài Phát thanh - Truyền hình Thái Nguyên: kênh thông tin tổng hợp TN1HD (thời lượng 24h/ngày), kênh khoa giáo và giải trí TN2HD (thời lượng 18h/ngày. Hiện nay kênh TN1 đã phủ sóng vệ tinh Vinasat1,2, hệ thống truyền hình số mặt đất DVB T2, cùng nhiều hệ thống truyền hình như VTVCab HD, VTC, MyTV của VNPT, NextTV, FPT, và các hệ thống truyền hình OTT trên di động. Kênh TN2 cũng có thể xem qua vệ tinh, truyền hình VTC với chất lượng hình ảnh HD.
- Ngoài ra hầu hết các kênh truyền hình quốc gia và quốc tế đặc sắc cùng các kênh địa phương khác đã được phân phối thông qua các hệ thống truyền hình trả tiền đang hiện diện tại Thái Nguyên như VTVCab, VTC, AVG, K+, FPT, MyTV, NextTV,...

## Giao thông

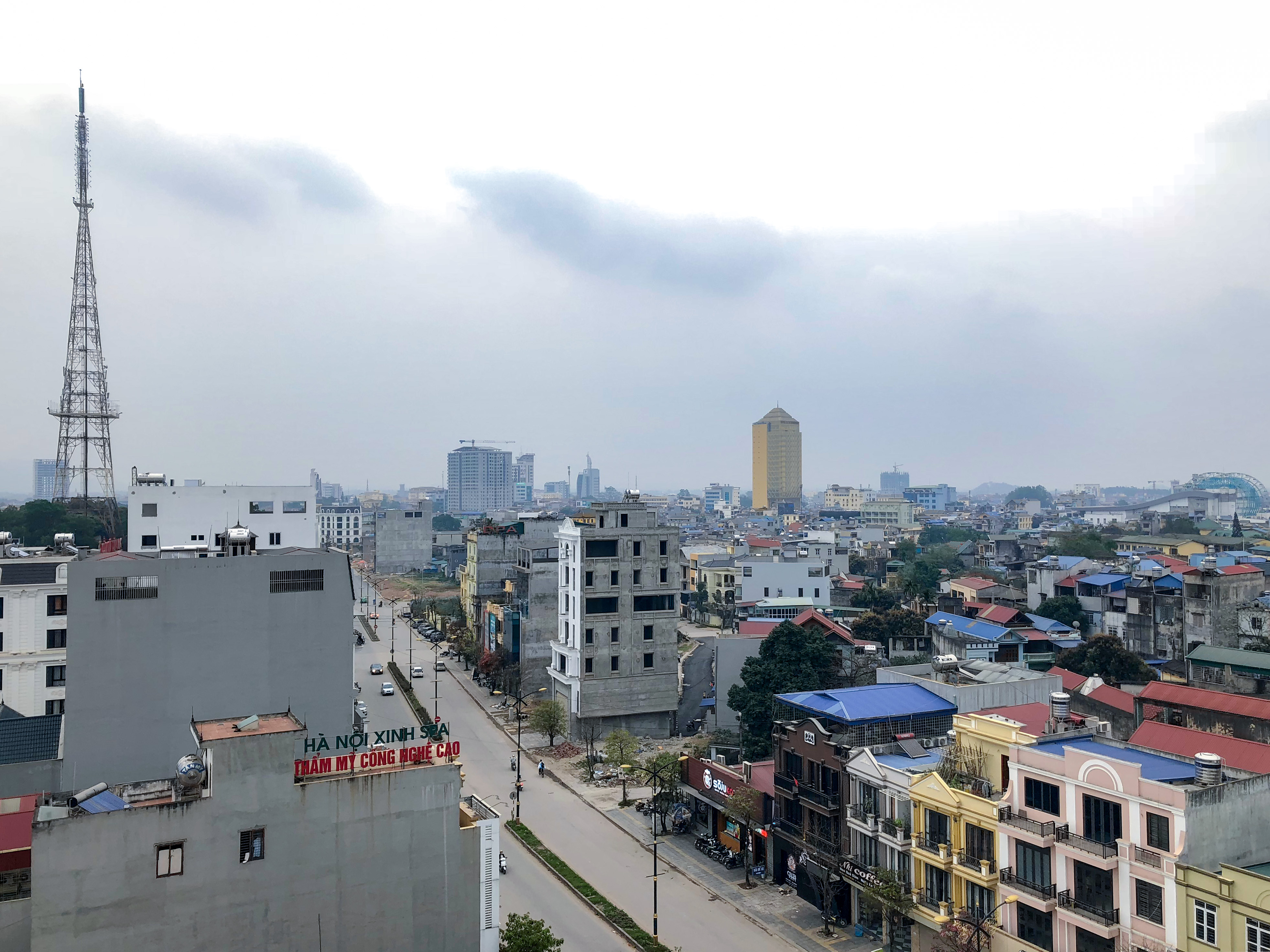
Tuyến đường Bắc Sơn mới mở tại thành phố Thái Nguyên vào năm 2018

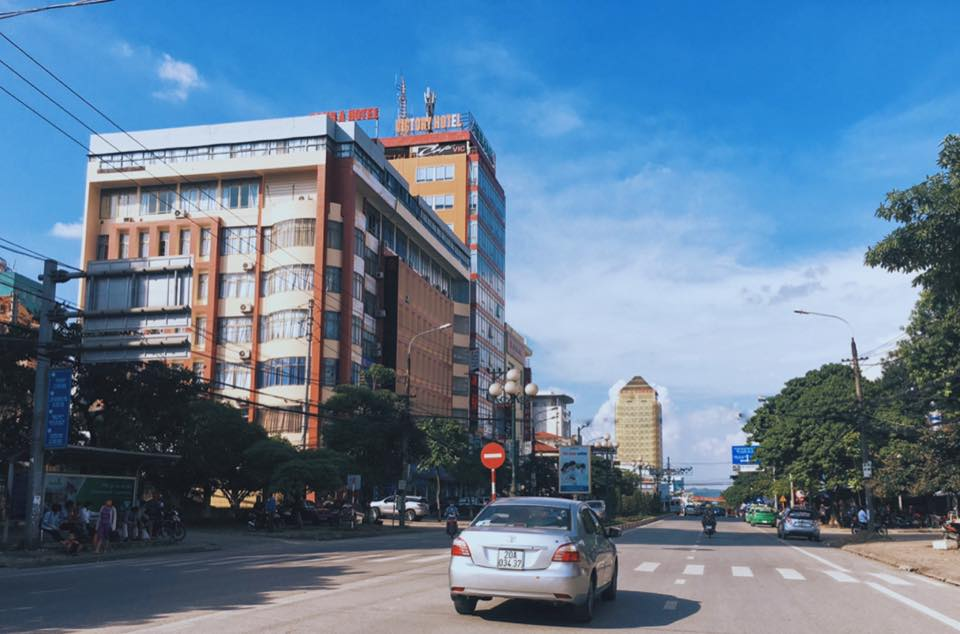
Đường Hoàng Văn Thụ đoạn qua ngân hàng Đông Á

Có quốc lộ 3, quốc lộ 37 và đường cao tốc Hà Nội – Thái Nguyên – Bắc Kạn – Cao Bằng đi qua.
Hiện chưa có thống kê đầy đủ về số lượng các đường, phố ở thành phố Thái Nguyên. Nhìn chung, hạ tầng giao thông đô thị của thành phố đã và đang được đầu tư xây dựng một cách đồng bộ. Tuy nhiên trong những năm gần đây, dân số thành phố Thái Nguyên không ngừng tăng nhanh, thêm vào đó là mỗi năm thành phố phải đón nhận một lượng lớn người nhập cư là sinh viên theo học các trường Đại học, cao đẳng trên địa bàn nên đã xảy ra tình trạng tắc đường cục bộ tại một số điểm vào những giờ cao điểm như: Ngã tư Đồng Quang, đường Hoàng Văn Thụ, đường Lương Ngọc Quyến,... khiến cho bức tranh giao thông thành phố trở nên xấu đi.

### Đường phố chính
Các tuyến đường:
- Thanh Niên (thuộc khu Quảng trường Võ Nguyên Giáp)
- Thanh Niên (thuộc phường Chùa Hang ngày nay, được đặt tên vào năm 2004 theo quyết định số 106 của UBND huyện Đồng Hỷ)
- Hữu Nghị 1 (nối liền từ địa phận tổ dân phố Hưng Thái, thị trấn Hóa Thượng (huyện Đồng Hỷ) đến đường Núi Voi thuộc tổ 11, phường Chùa Hang)
- Hữu Nghị 2 (nối liền từ địa phận tổ dân phố Sơn Quang, thị trấn Hóa Thượng (huyện Đồng Hỷ) đến đường Núi Voi thuộc tổ 11, phường Chùa Hang)
- Núi Voi (nối liền từ đảo tròn Chùa Hang đến Quốc lộ 1B)
- 3 tháng 2 (nối liền từ đường Lê Quý Đôn (thị trấn Hóa Thượng đến địa phận Quân khu 1 thuộc huyện Đồng Hỷ và nối tiếp đến cổng Trung tâm Y tế huyện Đồng Hỷ và Ban Chỉ huy Quân sự huyện Đồng Hỷ (cơ sở cũ, đã chuyển địa điểm) thuộc phường Chùa Hang)
- Bắc Kạn
- Bắc Nam
- Bắc Sơn
- Bến Oánh
- Bến Tượng
- Phùng Chí Kiên
- Cách mạng tháng Tám
- Dương Tự Minh
- Đê Nông Lâm
- Đội Cấn
- Đồng Bẩm
- Đường Khu Nam ĐH Sư phạm Thái Nguyên
- Ga Quan Triều
- Ga Lưu Xá
- Gia Sàng
- Hoàng Ngân
- Hoàng Văn Thụ
- Hùng Vương
- Hương Sơn
- Lê Hữu Trác
- Lê Quý Đôn
- Lương Ngọc Quyến
- Lương Thế Vinh
- Lưu Nhân Chú
- Minh Cầu
- Mỏ Bạch
- Nguyễn Du
- Nha Trang
- Phan Đình Phùng
- Phố Hương
- Phú Thái
- Phủ Liễn
- Phú Xá
- Phúc Hà
- Quang Trung
- Quang Vinh
- Tân Quang
- Tân Thành
- Tân Thịnh
- Thịnh Đức
- Thống Nhất
- Tích Lương
- Túc Duyên
- Tố Hữu
- Việt Bắc
- Xuân Hòa
- Z115

Các tuyến phố: 
- Phố Cột Cờ
- Phố Đặng Văn Ngữ
- Phố Đầm Xanh
- Phố Đoàn Thị Điểm
- Phố Đội Giá
- Phố Đồng Mỗ
- Phố Đồng Quang
- Phố Hồ Đắc Di
- Phố Hoàng Hoa Thám
- Phố Lương Đình Của
- Phố Lương Thế Vinh
- Phố Nhị Quý
- Phố Ngô Thì Sĩ
- Phố Nguyễn Bính
- Phố Nguyễn Công Hoan
- Phố Nguyễn Đình Chiểu
- Phố Nguyễn Thái Học
- Phố Nguyễn Trung Trực
- Phố Nguyễn Tri Phương
- Phố Phan Bội Châu
- Phố Trần Đăng Ninh
- Phố Trịnh Bá
- Phố Tô Ngọc Vân
- Phố Văn Cao
- Phố Vương Thừa Vũ
- Phố Xương Rồng
- Phố 19/8

### Các tuyến xe buýt
Thành phố hiện có nhiều tuyến xe buýt đi tới tất cả các địa phương trong tỉnh, bao gồm:
- Đồng Hỷ - Sông Công - Phổ Yên - Phố Nỷ (Sóc Sơn, Hà Nội) - Xem lộ trình  Lưu trữ ngày 28 tháng 7 năm 2012 tại Wayback Machine
- A Gang Thép (TPTN) - Đường Cách mạng tháng Tám - Trung tâm TPTN -Yên Lãng (Đại Từ) - Xem lộ trình  Lưu trữ ngày 28 tháng 7 năm 2012 tại Wayback Machine
- B Gang Thép (TPTN) - Quốc lộ 3 - Đường tránh TPTN - Tân Long (TPTN)- Yên Lãng (Đại Từ) - Xem lộ trình  Lưu trữ ngày 28 tháng 7 năm 2012 tại Wayback Machine
- Chợ Thái (TPTN)- Hồ Núi Cốc - TT Đại Từ - Ký Phú - Xem lộ trình  Lưu trữ ngày 28 tháng 7 năm 2012 tại Wayback Machine
- Đồng Hỷ - Thành phố Thái Nguyên - Phố Nỷ (Sóc Sơn, Hà Nội)- Xem lộ trình  Lưu trữ ngày 28 tháng 7 năm 2012 tại Wayback Machine
- Tân Long (TPTN) - Phú Bình - Cầu Ca (Phú Bình) - Xem lộ trình  Lưu trữ ngày 14 tháng 9 năm 2012 tại Wayback Machine
- Thành phố Thái Nguyên - Định Hóa - Xem lộ trình  Lưu trữ ngày 28 tháng 7 năm 2012 tại Wayback Machine
- Quyết Thắng (TPTN) - Đình Cả (Võ Nhai) - Xem lộ trình  Lưu trữ ngày 28 tháng 7 năm 2012 tại Wayback Machine
- Bình Long (Võ Nhai) - Đồng Hỷ - Phố Nỷ (Sóc Sơn, Hà Nội)
- TT Trại Cau (Đồng Hỷ) - Thịnh Đán (TPTN) - Thành phố Sông Công - KCN Yên Bình (Samsung Phổ Yên) - Xem lộ trình  Lưu trữ ngày 28 tháng 7 năm 2012 tại Wayback Machine
- Thịnh Đán (TP.Thái Nguyên) - Quân Chu (Đại Từ) [Đã ngừng hoạt động]
- Sông Công - KCN Điềm Thụy (Phú Bình) [Đã ngừng hoạt động]
- ATK Định Hóa - Khu DTLS Đại đội TNXP 915 Gia Sàng (TP Thái Nguyên)

### Hệ thống giao thông liên vùng
Thành phố Thái Nguyên cách thủ đô Hà Nội 80 km và cách sân bay quốc tế Nội Bài 50 km. Ngoài ra thành phố còn là cửa ngõ đi các tỉnh Đông Bắc như: Cao Bằng, Bắc Kạn, Hà Giang, Tuyên Quang, Lạng Sơn.
- Đường bộ:

Thành phố Thái Nguyên là một đầu mút giao thông với 4 đường Quốc lộ và 1 tuyến cao tốc, 1 tuyến tiền cao tốc đi qua gồm: Quốc lộ 3 (đi Hà Nội về phía Nam, đi Bắc Kạn về phía Bắc), Quốc lộ 37 (đi Tuyên Quang về phía Tây, đi Bắc Giang về phía Đông), Quốc lộ 17 (đi Hà Nội, qua Bắc Giang, Bắc Ninh), Quốc lộ 1B (đi Lạng Sơn), cao tốc Hà Nội - Thái Nguyên (nối vào tuyến tránh đi vòng qua thành phố, không vào trung tâm, đấu nối với các tuyến đường vào trung tâm tại 3 nút giao là Tân Lập, Đán và Tân Long), tiền cao tốc Thái Nguyên - Chợ Mới (Bắc Kạn).
Thành phố đã xây dựng và đưa vào sử dụng Bến xe khách trung tâm thành phố thay cho bến xe cũ đã quá tải. Đây cũng được xem như là bến xe lớn và hiện đại nhất khu vực phía Bắc, với hệ thống quản lý giám sát xe ra vào hoàn toàn tự động bằng thẻ từ. Bến xe cũ nằm trong trung tâm thành phố hiện là trung tâm thương mại Vincom.
Thành phố đang triển khai xây dựng thêm Bến xe phía Bắc đặt tại phường Tân Long, và Bến xe phía Nam tại phường Tích Lương.
- Đường sắt:

Thành phố Thái Nguyên có 2 hệ thống đường sắt chính: Hà Nội - Quan Triều và Lưu Xá - Kép, ngoài ra còn có tuyến Quan Triều - Núi Hồng chuyên dùng để chở khoáng sản. Hiện nay, một ngày có 2 chuyến tàu xuất phát từ Thái Nguyên đi Hà Nội.
- Đường sông:

Hệ thống đường sông nội thủy hiện không còn được sử dụng do các sông thường có mức nước nông nhất là vào mùa đông. Trong tương lai tuyến sông Cầu qua thành phố sẽ được khai thác phục vụ du lịch.
- Đường không:

Trong lịch sử, thành phố có sân bay Đồng Bẩm, là sân bay quân sự. Tuy nhiên sân bay này hiện đang bị bỏ hoang và không được sử dụng.

## Thành phố kết nghĩa
- Gyeongsang Bắc
- Dongnae, Busan
- Thành phố Nha Trang, Khánh Hòa

## Du lịch

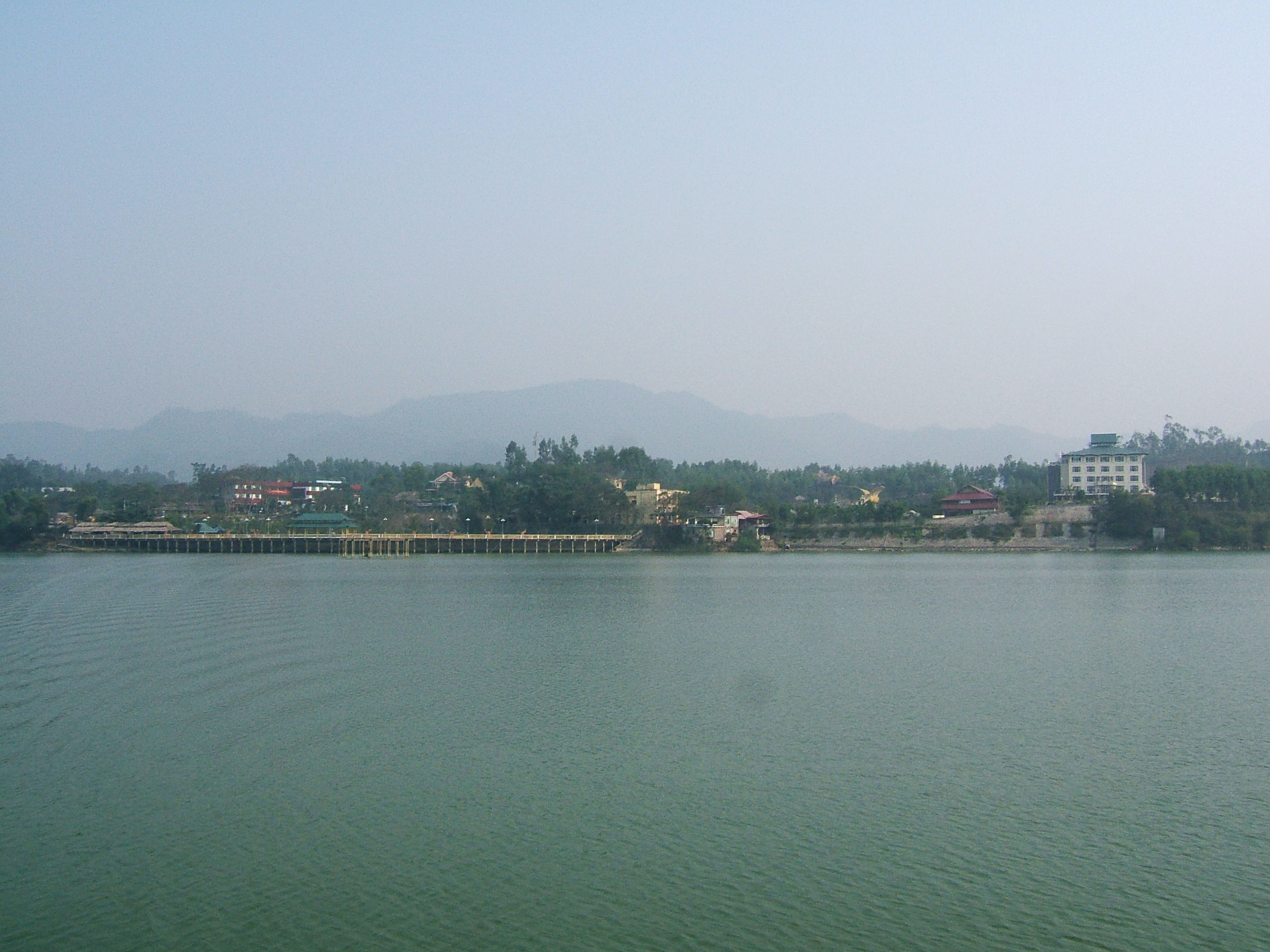
Hồ Núi Cốc

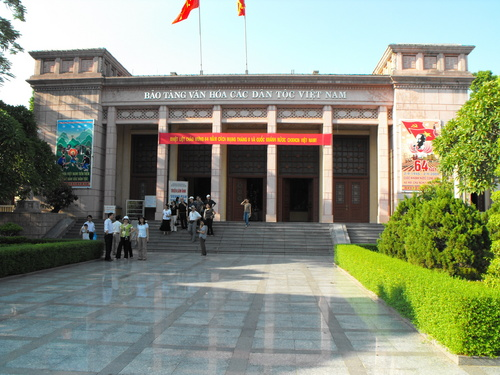
Bảo tàng Văn hóa Dân tộc Việt Nam, Thái Nguyên.

Thành phố Thái Nguyên là trung tâm du lịch của tỉnh Thái Nguyên và các tỉnh miền núi phía Bắc. Nơi đây có khu du lịch Hồ Núi Cốc nổi tiếng với nhiều danh lam thắng cảnh đẹp, có Bảo tàng Văn hoá các dân tộc Việt Nam mới được tổ chức SIDA Thuỵ Điển tài trợ sửa chữa, nâng cấp, là nơi lưu giữ hầu hết các di sản mang đậm bản sắc của các dân tộc Việt Nam, làng nghề chè Tân Cương nổi tiếng, đền thờ Đội Cấn và 112 di tích lịch sử, văn hóa khác, trong đó có 06 di tích được xếp hạng Di tích lịch sử văn hóa cấp Quốc gia, 22 di tích được xếp hạng Di tích lịch sử văn hóa cấp Tỉnh.

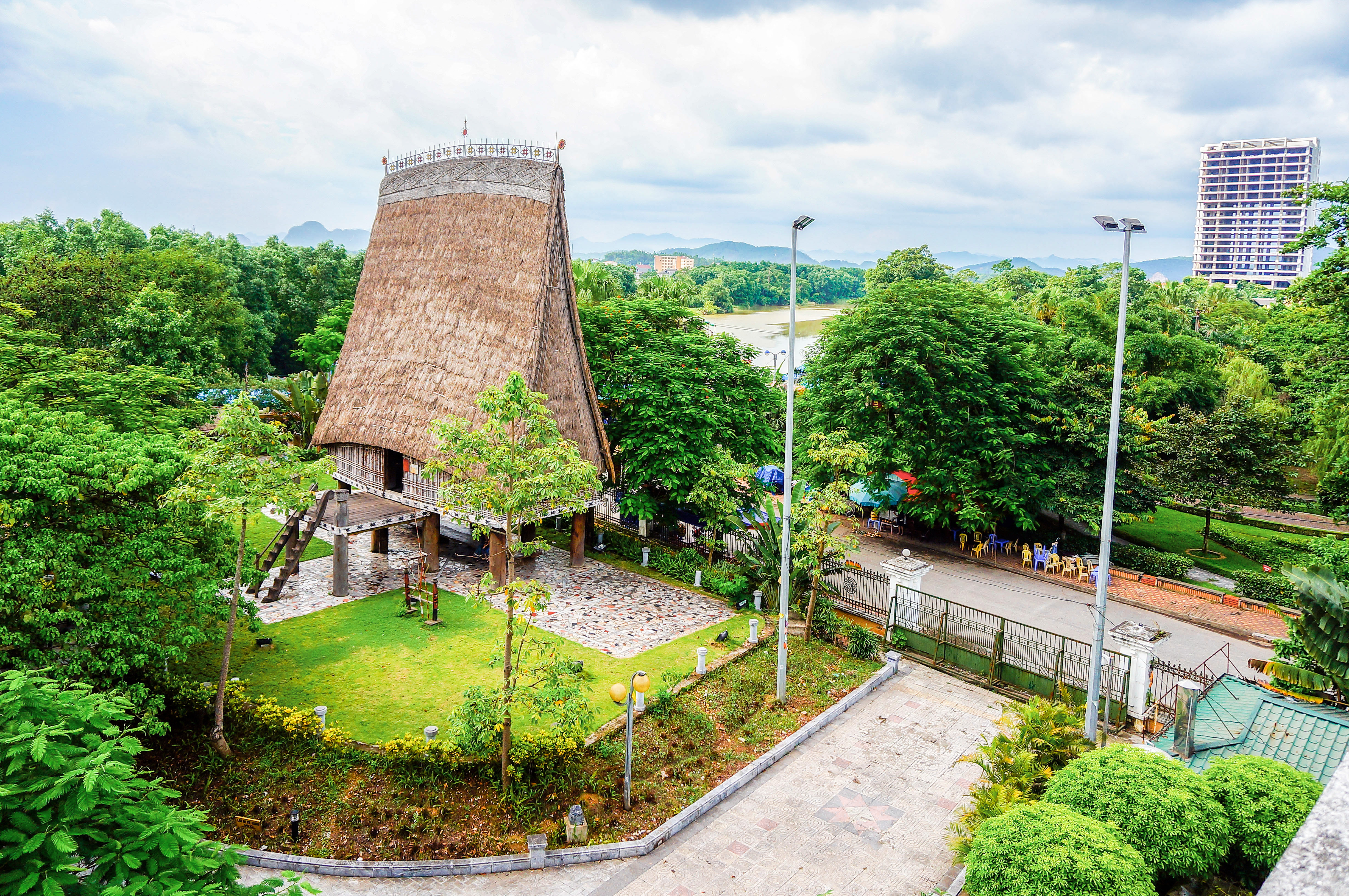
Nhà rông trong khuôn viên bảo tàng VHCDT Việt Nam

- Nhà hát ca múa dân gian Việt Bắc

Nhà hát ca múa dân gian Việt Bắc là nhà hát trung ương đóng trên địa bàn Thái Nguyên trực thuộc Bộ Văn hóa - Thể thao và Du lịch. Trụ sở tại Đường Chu Văn An - Thành phố Thái Nguyên. Nhà hát đang được đầu tư xây dựng địa điểm mới tại Đường Hoàng Văn Thụ - TP.Thái Nguyên
- Khu du lịch Hồ Núi Cốc

Cách trung tâm thành phố 16 km về phía Tây, Khu du lịch Hồ Núi Cốc là một điểm đến đầy hấp dẫn đối với khách du lịch. Đến với Hồ Núi Cốc là đến với truyền thuyết Nàng Công Chàng Cốc, là hòa mình vào những phong cảnh đẹp, hữu tình. Cùng với đó là hệ thống vui chơi giải trí khá thú vị như: Huyền Thoại Cung, Động Ba Cây Thông, Động Thế giới Âm phủ, Sân khấu nhạc nước, Vườn thú Hồ Núi Cốc, Công viên nước Hồ Núi Cốc...hay bạn cũng có thể đi du thuyền trên hồ, đi thăm các hòn đảo, thăm ngôi nhà cổ 300 năm trên Hồ Núi Cốc. Trong những năm qua, mạng lưới nhà hàng khách sạn không ngừng được đầu tư xây dựng và phát triển, đáp ứng nhu cầu du lịch ngày càng cao của du khách. Khu du lịch Hồ Núi Cốc được xác định là vùng du lịch trọng điểm quốc gia.
- Chùa Phủ Liễn

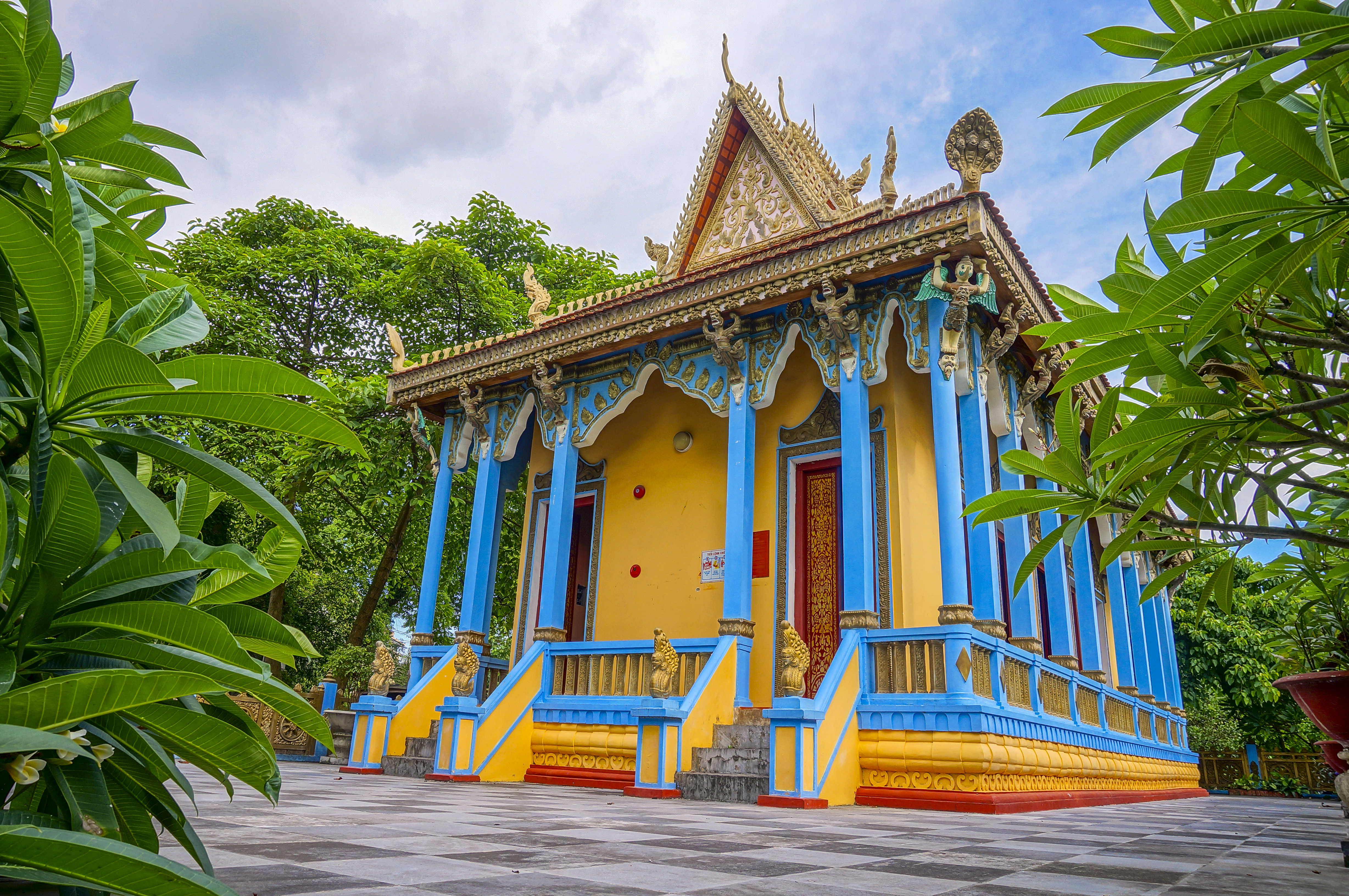
Chùa Khmer trong khuôn viên bảo tàng Văn hóa các dân tộc Việt Nam

Tên chữ là Phù Chân tự, được xây dựng từ đầu thế kỷ XIX trên một quả đồi thuộc làng Phù Liễn, huyện Đồng Hỷ (nay thuộc phường Hoàng Văn Thụ - TPTN). Chùa đã được trùng tu nhiều lần. Các công trình chính của chùa như điện Tam Bảo, điện thờ Mẫu, nhà tổ và một số nhà tháp là nơi đặt linh vị của các nhà sư trụ trì. Từ xa xưa, chùa Phủ Liễn được coi là địa linh, là một trong những điểm hành hương về cầu trời phật của người dân Thái Nguyên.
"Khi Mỏ Bạch, khi Xương Rồng
Khi Phù Liễn tự, khi Đồng Mỗ am"
Vào ngày mùng một, ngày rằm hàng tháng, Phật tử khắp nơi về chùa Phủ Liễn thắp hương cúng Phật. Lễ hội của nhà chùa mở vào ngày 12 tháng Giêng hàng năm, trong lễ hội có nhiều trò chơi dân gian như chọi gà, kéo co, múa sư tử và hội thơ xuân Phủ Liễn.
- Đền Đội Cấn

Đền thờ ông Đội Cấn - Thủ lĩnh của cuộc khởi nghĩa chống thực dân Pháp tại Thái Nguyên năm 1917 và các nghĩa sĩ tham gia khởi nghĩa này. Đền cũ được xây dựng trước năm 1945, đã bị bom Pháp phá huỷ năm 1947. Ngôi đền hiện nay xây dựng trên nền cũ, trong khuôn viên khu đài tưởng niệm các anh hùng liệt sĩ tỉnh Thái Nguyên ở trung tâm thành phố.
- Bảo tàng văn hóa các dân tộc Việt Nam

Tọa lạc trên đường Đội Cấn thành phố Thái Nguyên, Bảo tàng văn hóa các dân tộc Việt Nam là bảo tàng trung ương duy nhất đóng trên địa bàn Thái Nguyên trực thuộc Bộ Văn hóa - Thể thao và Du lịch. Bảo tàng được xây dựng từ năm 1960 với lối kiến trúc độc đáo vào loại bậc nhất Việt Nam. Với 5 phòng trưng bày trong nhà và 6 khu vực trưng bày ngoài trời với nhiều nền văn hóa của các dân tộc thuộc nhiều vùng miền khác nhau.
- Bảo tàng quân khu I

Bảo tàng Bảo tàng lực lượng vũ trang Việt Bắc - Quân khu I tọa lạc trên khuôn viên rộng 45 nghìn m² thuộc phường Tân Thịnh, Thành phố Thái Nguyên. Đây là nơi gìn giữ và giới thiệu hơn 9.500 hiện vật các loại phản ánh lịch sử hình thành và phát triển trong các thời kỳ cách mạng của lực lượng vũ trang Việt Bắc - Quân khu I.
Nhà trưng bày của Bảo tàng được xây dựng hai tầng. Tầng một diện tích 700 m² trưng bày giới thiệu vị trí chiến lược, truyền thống yêu nước cách mạng của vùng Việt Bắc và phòng triển lãm chuyên đề. Tầng hai 800m2 trưng bày theo các chủ đề: Việt Bắc căn cứ địa cách mạng, chiến trường chính của cả nước trong cuộc kháng chiến chống Thực dân Pháp (1946 - 1954); Quân khu I trong cuộc chiến tranh Việt Nam (1954-1975), Quân khu I trong xây dựng và bảo vệ Tổ quốc Việt Nam xã hội chủ nghĩa; quan hệ quốc tế và trưng bày chuyên đề. Bảo tàng còn có khu trưng bày ngoài trời hiện đang trưng bày 28 hiện vật lớn như: Máy bay, tên lửa, ra đa, súng pháo do các đồng bào dân tộc Việt Bắc sử dụng lập nên nhiều chiến công trong các cuộc kháng chiến chống xâm lược của dân tộc.

## Đặc sản
Xưa nay, nói đến trà Việt, người ta nghĩ ngay đến trà Thái Nguyên. Mặc dù diện tích trồng chè chỉ đứng thứ 2 cả nước (sau Lâm Đồng), nhưng Thái Nguyên nằm trong vùng chè lâu đời của Việt Nam, với sản phẩm chè có hương vị đặc trưng mà không nơi nào khác có được. Từ rất lâu, chè Thái Nguyên đã được tôn vinh là "đệ nhất danh trà" của đất nước.
Chè Thái Nguyên ngon nhất là chè xanh Tân Cương, búp đều, nhỏ, hình móc câu, có vị cốm thơm. Nước pha trà ngon nhất là nước suối đầu nguồn, nước sạch ở giữa lòng sông hoặc nước giếng khơi.
Ông Lê Công Thịnh, người có công đầu tiên trong việc đem cây chè về ươm trồng, phát triển làng chè ở thôn Làng Cháy, xã Khe Mo, huyện Đồng Hỷ, tỉnh Thái Nguyên. Từ vùng chè nơi đây, sau này được phát triển rộng các thôn lân cận như Tiền Phong, Thống Nhất,... và ra nhiều vùng đất khác của tỉnh Thái Nguyên.
Ông sinh năm 1910, quê thôn Trà Hồi, xã Thuỵ Bình, huyện Thuỵ Anh, tỉnh Thái Bình. Ông còn được người dân gọi là “ông Ký Thịnh”, vì có nhiều hiểu biết về nghề y chữa bệnh làm phúc cho dân. Thời kỳ 1951 - 1953, ông còn làm y tá ở bệnh viện Thái Nguyên. 
Những năm trước 1940, ông có dịp đặt chân đến xã Khe Mo, huyện Đồng Hỷ, tỉnh Thái Nguyên. Khi đó nơi đây còn là vùng rừng núi hoang vu heo hút, lác đác có vài hộ bà con người dân tộc Tày, Nùng, Cao Lan, sống rất nghèo khổ, người Kinh lúc đó ở đây chỉ có hai gia đình, đất cấy lúa rất ít, nguồn sống chính là dựa vào trồng khoai sắn, hái măng và đào củ rừng. Thấy bà con nơi đây đói khổ, hoàn cảnh, ông luôn trăn trở rồi nung nấu ý tưởng là cần phải phát triển nghề trồng trọt, tìm những loại hình cây trồng phù hợp với thổ nhưỡng và có lợi ích kinh tế cao cho bà con đỡ khổ. Nên thời gian sau đó, ông đã qua lại thôn Làng Cháy thêm nhiều lần để khảo sát và tìm hiểu kỹ về vùng đất này. Cuối cùng ông đã đi đến khẳng định thổ nhưỡng và khí hậu ở đây rất tốt, rất phù hợp với đặc tính phát triển của cây chè.  Và thế là cuối năm 1941, ông đã huy động nhân lực lao động là bạn bè và một số bà con người dân ở đây khai sơn, phá thạch chuẩn bị được hơn 5 ha đất để trồng thử nghiệm cây chè ở thôn Làng Cháy. 
Mùa xuân năm 1942, những cây chè giống đầu tiên đã được đưa về đây ươm trồng. Sau 2 năm vun xới chăm sóc, những vườn chè xanh mướt, tốt tươi đã cho mùa thu hoạch. Đến mùa xuân năm 1943, những mẻ chè đầu tiên đã được chế biến xuất xưởng, có hương vị rất đặc trưng của chè Thái Nguyên nước xanh, thơm ngát, đậm đà.   Tiếng lành đồn xa, nhiều khách hàng trong tỉnh, ngoài tỉnh đã đến đặt hàng để mua chè của ông Ký Thịnh. Cuối năm 1943 đầu năm 1944, ông quyết định mở rộng phát triển sản xuất tăng diện tích trồng chè.   Năm 1944, nhân sự kiện đảo chính Nhật - Pháp, phu thợ ở các khu mỏ ở Thái Nguyên do bị bóc lột, đàn áp quá tàn ác đã bỏ trốn rất nhiều, ông đã huy động được lực lượng lao động dồi dào này về để khai phá thêm đất rừng, mở rộng thêm diện tích trồng chè - nay thuộc đất của Nông trường Sông Cầu và một số hộ dân trong vùng. 
Không chỉ có công tìm tòi đưa giống cây chè về nhân giống cho bà con trong vùng mà ông còn tỉ mỉ hướng dẫn bà con từ cách ươm giống cây chè, đến trồng chè, kỹ thuật chăm sóc, bón xới cho cây chè phát triển tốt. Và hướng dẫn cả cách hái chè, sao chè qua từng công đoạn, đến việc cuối cùng là lấy hương để đạt được sản phẩm chè khô chất lượng tốt nhất.
Những năm từ 1958 trở lại đây, bà con ở các thôn, xã lân cận có đến hàng trăm hộ gia đình đã đến Làng Cháy lấy giống chè của ông Ký Thịnh về trồng trọt, phát triển kinh tế gia đình, làm giàu quê hương. Có thể nói cây chè Làng Cháy, nghề chè Làng Cháy là nguồn cội đầu tiên của cây chè, nghề chè của tỉnh Thái Nguyên.
Năm 2016, hai thôn là Làng Cháy và Tiền Phong đã được Nhà nước phong tặng danh hiệu “Làng chè truyền thống”. Bà con ở thôn Làng Cháy và xã Khe Mo đã cử phái đoàn kính cẩn đến dâng lễ tạ ơn công lao ông tại nơi ông đã yên nghỉ ở xóm Ao Rôm 1, xã Khe Mo, huyện Đồng Hỷ, tỉnh Thái Nguyên. Sâu thẳm trong tiềm thức truyền dạy của các bậc ông cha, những người dân ở đây đã ghi nhận và suy tôn ông là “ông tổ nghề chè”, là người đầu tiên đem cây chè về cho các vùng đất Thái Nguyên ngày nay.  Ông Ký Thịnh còn dựng lên Ngôi miếu thờ Sơn thần Thổ địa và ngôi miếu này từ ngày khai sinh ra vùng đất chè đã được người dân thành kính tiếp tục tôn thờ đến ngày nay tại thôn Làng Cháy.  Cây chè đã thực sự góp phần to lớn trong sự nghiệp phát triển kinh tế - văn hoá – xã hội của thôn Làng Cháy nói riêng và tỉnh Thái Nguyên nói chung. Sản phẩm chè Thái Nguyên đã đứng vững trên thị trường với thương hiệu quốc gia và quốc tế. Có được thành quả ấy, người dân nơi đây luôn ghi nhớ công ơn của ông Lê Công Thịnh (tức ông Ký Thịnh) - “Ông tổ nghề chè”. Nguồn https://langngheviet.com.vn/nguoi-co-cong-phat-trien-lang-nghe-che-o-thai-nguyen-7347.html (bài và ảnh: Trần Hùng)